# ヘラコウモリ科
ヘラコウモリ科（Phyllostomidae）は哺乳綱翼手目の科。

## 現生種
川田ほか（2018）による。
- ヘラコウモリ科 Phyllostomidae
  - チスイコウモリ亜科 Desmodontinae
    -       - チスイコウモリ属 Desmodus
        - ナミチスイコウモリ Desmodus rotundus

      - シロチスイコウモリ属 Diaemus
        - シロチスイコウモリ Diaemus youngi

      - ケアシチスイコウモリ属 Diphylla
        - ケアシチスイコウモリ Diphylla ecaudata

  - グレーフルーツヘラコウモリ亜科 Brachyphyllinae
    -       - グレーフルーツヘラコウモリ属 Brachyphylla
        - グレーフルーツヘラコウモリ Brachyphylla cavernarum
        - キューバフルーツヘラコウモリ Brachyphylla nana

  - フラワーコウモリ亜科 Phyllonycterinae
    -       - フラワーヘラコウモリ属 Erophylla
        - チャイロフラワーヘラコウモリ Erophylla bombifrons
        - フラワーヘラコウモリ Erophylla sezekorni

      - フラワーコウモリ属 Phyllonycteris
        - ジャマイカフラワーコウモリ Phyllonycteris aphylla
        - オオフラワーコウモリ Phyllonycteris major
        - フラワーコウモリ Phyllonycteris poeyi

  - シタナガコウモリ亜科 Glossophaginae
    - シタナガコウモリ族 Glossophagini
      - ハナナガヘラコウモリ属 Anoura
        - コロンビアハナナガヘラコウモリ Anoura caudifer
        - トガリハナナガヘラコウモリ Anoura cultrata
        - ハナナガヘラコウモリ Anoura geoffroyi
        - ヒロバヘラコウモリ Anoura latidens
        - ルイスヘラコウモリ Anoura luismanueli

      - ゴッドマンヘラコウモリ属 Choeroniscus
        - ゴッドマンヘラコウモリ Choeroniscus godmani
        - ヒメゴッドマンヘラコウモリ Choeroniscus minor
        - コロンビアゴッドマンヘラコウモリ Choeroniscus periosus

      - メキシコハナナガヘラコウモリ属 Choeronycteris
        - メキシコハナナガヘラコウモリ Choeronycteris mexicana

      - シタナガコウモリ属 Glossophaga
        - パナマシタナガコウモリ Glossophaga commissarisi
        - デービスシタナガコウモリ Glossophaga leachii
        - ミラーシタナガコウモリ Glossophaga longirostris
        - ニシシタナガコウモリ Glossophaga morenoi
        - パラスシタナガコウモリ Glossophaga soricina

      - アンダーウッドシタナガコウモリ属 Hylonycteris
        - アンダーウッドシタナガコウモリ Hylonycteris underwoodi

      - ソーシュルハナナガコウモリ属 Leptonycteris
        - ソーシュルハナナガコウモリ Leptonycteris curasoae
        - オナシハナナガコウモリ Leptonycteris nivalis
        - ヒメハナナガコウモリ Leptonycteris yerbabuenae

      - リコシタナガコウモリ属 Lichonycteris
        - リコシタナガコウモリ Lichonycteris obscura

      - チュウベイシタナガコウモリ属 Monophyllus
        - バルバドスシタナガコウモリ Monophyllus plethodon
        - ジャマイカシタナガコウモリ Monophyllus redmani

      - バナナシタナガコウモリ属 Musonycteris
        - バナナシタナガコウモリ Musonycteris harrisoni

      - クピドヘラコウモリ属 Scleronycteris
        - クピドヘラコウモリ Scleronycteris ega

    - ミナミシタナガコウモリ族 Lonchophyllini
      - リオシタナガコウモリ属 Lionycteris
        - リオシタナガコウモリ Lionycteris spurrelli

      - ミナミシタナガコウモリ属 Lonchophylla
        - ブラジルシタナガコウモリ Lonchophylla bokermanni
        - デケイサーシタナガコウモリ Lonchophylla dekeyseri
        - ハンドリーシタナガコウモリ Lonchophylla handleyi
        - ペルーシタナガコウモリ Lonchophylla hesperia
        - ミナミシタナガコウモリ Lonchophylla mordax
        - オオミナミシタナガコウモリ Lonchophylla robusta
        - トマスシタナガコウモリ Lonchophylla thomasi

      - ペルーヘラコウモリ属 Platalina
        - ペルーヘラコウモリ Platalina genovensium

  - オオヘラコウモリ亜科 Phyllostominae
    -       - ウーリーヘラコウモリ属 Chrotopterus
        - ウーリーヘラコウモリ Chrotopterus auritus

      - サンショクヘラコウモリ属 Glyphonycteris
        - ベンヘラコウモリ Glyphonycteris behnii
        - ヒルフルーツヘラコウモリ Glyphonycteris daviesi
        - サンショクヘラコウモリ Glyphonycteris sylvestris

      - オレンジヘラコウモリ属 Lampronycteris
        - オレンジヘラコウモリ Lampronycteris brachyotis

      - トームズミミナガヘラコウモリ属 Lonchorhina
        - トームズミミナガヘラコウモリ Lonchorhina aurita
        - フェルナンドミミナガヘラコウモリ Lonchorhina fernandezi
        - キタミミナガヘラコウモリ Lonchorhina inusitata
        - コロンビアミミナガヘラコウモリ Lonchorhina marinkellei
        - オリノコミミナガヘラコウモリ Lonchorhina orinocensis

      - マルミミコウモリ属 Lophostoma
        - ヒメマルミミコウモリ Lophostoma brasiliense
        - キャリカーマルミミコウモリ Lophostoma carrikeri
        - デービスマルミミコウモリ Lophostoma evotis
        - シュルツマルミミコウモリ Lophostoma schulzi
        - シロクビマルミミコウモリ Lophostoma silvicolum

      - グレーアシナガコウモリ属 Macrophyllum
        - グレーアシナガコウモリ Macrophyllum macrophyllum

      - オオミミナガヘラコウモリ属 Macrotus
        - カリフォルニアオオミミナガヘラコウモリ Macrotus californicus
        - オオミミナガヘラコウモリ Macrotus waterhousii

      - ミクロミミナガヘラコウモリ属 Micronycteris
        - ブロセットミミナガヘラコウモリ Micronycteris brosseti
        - ケナガミミナガヘラコウモリ Micronycteris hirsuta
        - ピルロットミミナガヘラコウモリ Micronycteris homezi
        - マツェミミナガヘラコウモリ Micronycteris matses
        - ミクロミミナガヘラコウモリ Micronycteris megalotis
        - コミミナガヘラコウモリ Micronycteris microtis
        - ペルーミクロミミナガヘラコウモリ Micronycteris minuta
        - サンボーンミミナガヘラコウモリ Micronycteris sanborni
        - シュミットミミナガヘラコウモリ Micronycteris schmidtorum

      - グレーヘラコウモリ属 Mimon
        - グレーヘラコウモリ Mimon bennettii
        - コスメルヘラコウモリ Mimon cozumelae
        - モリグレーヘラコウモリ Mimon crenulatum
        - ケプケヘラコウモリ Mimon koepckeae

      - ヒメオオミミコウモリ属 Neonycteris
        - ヒメオオミミコウモリ Neonycteris pusilla

      - ピーターズヘラコウモリ属 Phylloderma
        - ピーターズヘラコウモリ Phylloderma stenops

      - オオヘラコウモリ属 Phyllostomus
        - ウスイロオオヘラコウモリ Phyllostomus discolor
        - ミナミオオヘラコウモリ Phyllostomus elongatus
        - オオヘラコウモリ Phyllostomus hastatus
        - コロンビアオオヘラコウモリ Phyllostomus latifolius

      - マルミミヘラコウモリ属 Tonatia
        - マルミミヘラコウモリ Tonatia bidens
        - シママルミミヘラコウモリ Tonatia saurophila

      - カエルクイコウモリ属 Trachops
        - カエルクイコウモリ Trachopscirrhosus

      - ニスフォロミミナガヘラコウモリ属 Trinycteris
        - ニスフォロミミナガヘラコウモリ Trinycteris nicefori

      - チスイコウモリモドキ属 Vampyrum
        - チスイコウモリモドキ Vampyrum spectrum

  - タンビヘラコウモリ亜科 Carolliinae
    -       - タンビヘラコウモリ属 Carollia
        - タンビヘラコウモリ Carollia brevicauda
        - アレンタンビヘラコウモリ Carollia castanea
        - コロンビアタンビヘラコウモリ Carollia colombiana
        - セバタンビヘラコウモリ Carollia perspicillata
        - ソウェリタンビヘラコウモリ Carollia sowelli
        - アカタンビヘラコウモリ Carollia subrufa

      - コヘラコウモリ属 Rhinophylla
        - コロンビアヘラコウモリ Rhinophylla alethina
        - パパイアコヘラコウモリ Rhinophylla fischerae
        - コヘラコウモリ Rhinophylla pumilio

  - アカフルーツヘラコウモリ亜科 Stenodermatinae
    - アメリカケンショウヘラコウモリ族 Sturnirini
      - アメリカケンショウヘラコウモリ属 Sturnira
        - コロンビアケンショウヘラコウモリ Sturnira aratathomasi
        - アンデスケンショウヘラコウモリ Sturnira bidens
        - ボゴタケンショウヘラコウモリ Sturnira bogotensis
        - アカケンショウヘラコウモリ Sturnira erythromos
        - アメリカケンショウヘラコウモリ Sturnira lilium
        - アンソニーケンショウヘラコウモリ Sturnira ludovici
        - ルイスケンショウヘラコウモリ Sturnira luisi
        - オオアメリカケンショウヘラコウモリ Sturnira magna
        - ミストラトケンショウヘラコウモリ Sturnira mistratensis
        - ケアシケンショウヘラコウモリ Sturnira mordax
        - ニホンバケンショウヘラコウモリ Sturnira nana
        - ボリビアケンショウヘラコウモリ Sturnira oporaphilum
        - トマスケンショウヘラコウモリ Sturnira thomasi
        - ティルデケンショウヘラコウモリ Sturnira tildae

    - アカフルーツヘラコウモリ族 Stenodermatini
      - ケンショウヘラコウモリ属 Ametrida
        - ケンショウヘラコウモリ Ametrida centurio

      - モリヘラコウモリ属 Ardops
        - モリヘラコウモリ Ardops nichollsi

      - フルーツヘラコウモリ属 Ariteus
        - フルーツヘラコウモリ Ariteus flavescens

      - アメリカフルーツコウモリ属 Artibeus
        - ベネズエラフルーツコウモリ Artibeus amplus
        - アンダーセンアメリカフルーツコウモリ Artibeus anderseni
        - アメリカフルーツコウモリ Artibeus aztecus
        - ハイイロアメリカフルーツコウモリ Artibeus cinereus
        - ヒトイロアメリカフルーツコウモリ Artibeus concolor
        - ノレンフルーツコウモリ Artibeus fimbriatus
        - エクアドルフルーツコウモリ Artibeus fraterculus
        - シルバーアメリカフルーツコウモリ Artibeus glaucus
        - ヒメアメリカフルーツコウモリ Artibeus gnomus
        - ケナガアメリカフルーツコウモリ Artibeus hirsutus
        - ベラグアスフルーツコウモリ Artibeus incomitatus
        - ミナミアメリカフルーツコウモリ Artibeus inopinatus
        - ジャマイカフルーツコウモリ Artibeus jamaicensis
        - オオアメリカフルーツコウモリ Artibeus lituratus
        - アンショクアメリカフルーツコウモリ Artibeus obscurus
        - コビトアメリカフルーツコウモリ Artibeus phaeotis
        - トルテカフルーツコウモリ Artibeus toltecus
        - ワトソンフルーツコウモリ Artibeus watsoni

      - ヒダヘラコウモリ属 Centurio
        - ヒダヘラコウモリ Centurio senex

      - カオジロヘラコウモリ属 Chiroderma
        - ブラジルカオジロヘラコウモリ Chiroderma doriae
        - アンティルカオジロヘラコウモリ Chiroderma improvisum
        - サルビンカオジロヘラコウモリ Chiroderma salvini
        - トリニダードカオジロヘラコウモリ Chiroderma trinitatum
        - カオジロヘラコウモリ Chiroderma villosum

      - シロヘラコウモリ属 Ectophylla
        - シロヘラコウモリ Ectophylla alba

      - ヒメフルーツヘラコウモリ属 Enchisthenes
        - ヒメフルーツヘラコウモリ Enchisthenes hartii

      - マコンネルヘラコウモリ属 Mesophylla
        - マコンネルヘラコウモリ Mesophylla macconnelli

      - イチジクコウモリ属 Phyllops
        - イチジクコウモリ Phyllops falcatus

      - シロスジコウモリ属 Platyrrhinus
        - ベネズエラシロスジコウモリ Platyrrhinus aurarius
        - コシロスジコウモリ Platyrrhinus brachycephalus
        - チョコシロスジコウモリ Platyrrhinus chocoensis
        - セシロスジコウモリ Platyrrhinus dorsalis
        - ヘラーシロスジコウモリ Platyrrhinus helleri
        - ススケシロスジコウモリ Platyrrhinus infuscus
        - シロスジコウモリ Platyrrhinus lineatus
        - ブラジルシロスジコウモリ Platyrrhinus recifinus
        - カサシロスジコウモリ Platyrrhinus umbratus
        - オオシロスジヘラコウモリ Platyrrhinus vittatus

      - イパネマヘラコウモリ属 Pygoderma
        - イパネマヘラコウモリ Pygoderma bilabiatum

      - テングヘラコウモリ属 Sphaeronycteris
        - テングヘラコウモリ Sphaeronycteris toxophyllum

      - アカフルーツヘラコウモリ属 Stenoderma
        - アカフルーツヘラコウモリ Stenoderma rufum

      - テントコウモリ属 Uroderma
        - テントコウモリ Uroderma bilobatum
        - オオテントコウモリ Uroderma magnirostrum

      - キミミコウモリ属 Vampyressa
        - キミミコウモリ Vampyressa bidens
        - ブロックキミミコウモリ Vampyressa brocki
        - メリッサキミミコウモリ Vampyressa melissa
        - オオキミミコウモリ Vampyressa nymphaea
        - チビキミミコウモリ Vampyressa pusilla
        - キタキミミコウモリ Vampyressa thyone

      - オオシロスジコウモリ属 Vampyrodes
        - オオシロスジコウモリ Vampyrodes caraccioli